# Панчо Владигеров
Панчо Хараланов Владигеров е български композитор, музикант, диригент, педагог и общественик от българско-еврейски произход, роден в Швейцария, но прекарва по-голямата част от живота си в България. Изтъкнат музикален педагог – сред неговите възпитаници са много български композитори и пианисти, като Алексис Вайсенберг и Милчо Левиев. По време на берлинския си период (1912 – 1932) Владигеров печели като композитор два пъти Менделсоновата награда. Първия път тя е за „Концерт за пиано и оркестър Nr. 1“ (с това произведение по-късно се дипломира световноизвестният диригент Херберт фон Караян), a втория път Владигеров взима наградата за оркестрациите си на „Копнеж“, „Страст“ и „Изненада“ от клавирния цикъл „Десет импресии“ (1920). Освен това в продължение на 11 години пише музика за спектаклите на великия германски режисьор Макс Райнхард, които са поставяни в „Дойчес Театър“ в Берлин и „Театър ан дер Йозефщад“ във Виена. За заслугите му към българската музика е удостоен с Димитровска награда и званията Народен артист и Герой на социалистическия труд. За българската култура творби като „Концерт за пиано и оркестър Nr. 1“ (1918) и „Концерт за цигулка и оркестър Nr. 1“ (1921) имат допълнителна стойност – те са първите в своя жанр, написани от български композитор.

## Биография
Панчо Владигеров е роден в Цюрих, но прекарва ранното си детство в Шумен. Музикалното си образование започва в Частното музикално училище в София, където пиано му преподава чешкият музикант Хенрих Визнер, а композиция и теория на музиката – Добри Христов. По това време Владигеров прави първите си композиционни опити. От 1912 до 1915 г. изучава композиция и пиано в Държавното висше училище в Берлин (където е ученик на Хайнрих Барт и Паул Юон), след което се обучава в Академията по изкуствата в същия град. В Академията изучава пиано при Леонид Кройцер и композиция при Фридрих Гернсхайм и Георг Шуман. Завършва Академията с отличие през 1922 г., след като в периода 1918 – 1920 г. отбива военната си служба в България.
Още като студент постига и първите си международни успехи – на два пъти печели Менделсоновия конкурс. В началото на творческата си кариера Владигеров работи като музикант и диригент в театъра на Макс Райнхард в Берлин, изнася свои концерти в Германия, Франция, България, в които включва и баладата за глас и пиано „Луд гидия“ по едноименното стихотворение на Пенчо Славейков и написва музика към редица сценични произведения. В тези години създава Концерт за пиано №1 и Концерт за цигулка (първи в нашата музикална литература), рапсодията „Вардар“ (първото българско симфонично произведение, спечелило широка международна известност; в основата му е песента на Добри Христов – „Едничък чуй се вик“) и други.
През 1932 г. Панчо Владигеров се завръща в България и заема професорско място в Българската държавна консерватория, където работи в продължение на повече от 40 години. След завръщането си в родината композиторът продължава с големите си постижения – пише операта „Цар Калоян“ (1936), която е първата българска опера поставяна в чужбина. Следващи негови много обичани творби са: Симфония № 1 (1939), Концерт за пиано и оркестър №3 (1937), „Импровизация и токата“ (1942), балета „Легенда за езерото“ (1946), „Концертна фантазия за виолончело и оркестър“, „Българска сюита“, „Еврейска поема“, „Люлинска импресия“, миниатюрите „Шумен“ и „Акварели“, както и много други симфонични, камерни произведения, песни и сценична музика. Въпреки че проявява предпочитание към симфоничната музика, Владигеров написва и много вокално-инструментални творби с висока художествена стойност.
След 9 септември 1944 г., Владигеров е автор и на творби, свързани с комунистическата партия. Такива са Симфония №2 „Майска“ (1949), увертюрата „Девети септември“ (1949), както и няколко масови хорови песни. Някои от тези произведения подпомагат успешните опити на композитора да спаси видни музиканти, като Трифон Силяновски и Александър Николов (известен като Сашо Сладура), които са осъдени и изпратени в лагера „Белене“. Владигеров се опитва да помогне и на осъдения на смърт брат на жена си – Антон Жеков (офицер от шуменското войсково поделение). Композиторът посвещава и подарява ръкописа на песента „Септември 1944 година“ на Добри Терпешев (бивш затворник и член на тогавашното правителство). По този начин Владигеров се опитва да издейства замяна на смъртната присъда на Антон Жеков с доживотен затвор. Народният съд отменя смъртното наказание, но въпреки това Жеков е разстрелян през март 1945 г. Същата участ сполетява и един от най-близките приятели и почитатели на композитора – Димитър Шишманов (министър на външните работи между 14 октомври 1943 г. и 1 май 1944 г.). На него Владигеров е посветил „Есенна елегия“.
Брат на Панчо е известният български цигулар Любен Владигеров. Синът му Александър Владигеров продължава музикалната традиция – негови са вариациите върху народната песен „Дилмано, Дилберо“. Внуците му – близнаците Александър и Константин Владигерови, които живеят във Виена, също са известни музиканти.

## Наследство
Музеят на Панчо Владигеров се намира в град Шумен. По желание на самия композитор домът му в София сега е превърнат в музей.
През есента на 2006 г. внукът на Маестрото – Панчо Владигеров-младши, учредява Фондация „Духовното наследство на Панчо Владигеров“. Нейната основна цел е да популяризира личността и творчеството на големия български композитор, пианист и педагог и неговото наследство.
Издателство „Елм“ представя първи публикации на творби на късния Панчо Владигеров – издания в Urtext на неговите последни клавирни опуси Архив на оригинала от 2014-03-13 в Wayback Machine., както и пълното му творчество за две пиана Архив на оригинала от 2014-03-13 в Wayback Machine.. Шестте последни клавирни опуса на Владигеров (опусите 64, 65, 66, 68, 69 и 70), както и авторските му транскрипции за 2 пиана на по-ранни произведения, транскрибирани през 1976 и 1977 г., за пръв път биват издавани на нотен материал от издателство Елм.
На Панчо Владигеров е наречен булевард в София (Карта). Владигеров проток в Антарктика е наименуван на Панчо Владигеров.
През 2024 година роялът на Панчо Владигеров е дарен на Националната музикална академия, която носи неговото име.